# 叢塚雉
叢塚雉（学名：Alectura lathami ）又名大冢雉，是一种常见的、分布广泛的塚雉，其分布于从远北昆士兰到新南威尔士州南海岸的尤若波达拉。澳洲丛冢雉也被引入南澳大利亚的袋鼠岛。它是冢雉科现存最大的物种，是唯三栖息于澳大利亚的塚雉之一。在英语中该物种常被称为“scrub turkey”、“bush turkey”(丛火鸡)，但实际上这种鸟与火鸡并没有很近的亲缘关系。

## 生物学

### 描述
叢塚雉是一种有着黑色羽毛和红色裸露头部的大鸟。其总长度约为60—75 cm（24—30英寸）和翼展大约有85 cm（33英寸） 。来自约克角半岛北部的紫垂亚种（A. l.purpureicollis）比更广泛分布的指名亚种要小。它有一个突出的、扇形的侧扁尾巴，其羽毛主要是黑色的，头部为裸露的红色，其肉垂为黄色（在指名亚种中）或紫色（在紫垂亚种中）。雄性的肉垂在繁殖季节会变得肿大，甚至会在奔跑时左右摆动。在繁殖和筑巢季，雄性的头部和肉垂也会变得更加明亮。叢塚雉身体的腹面散布着白色的羽毛——这在更年长的个体中更为明显。叢塚雉不擅长飞行，通常只有在受到捕食者威胁或者为了上树时才会短暂的飞行。

### 筑巢

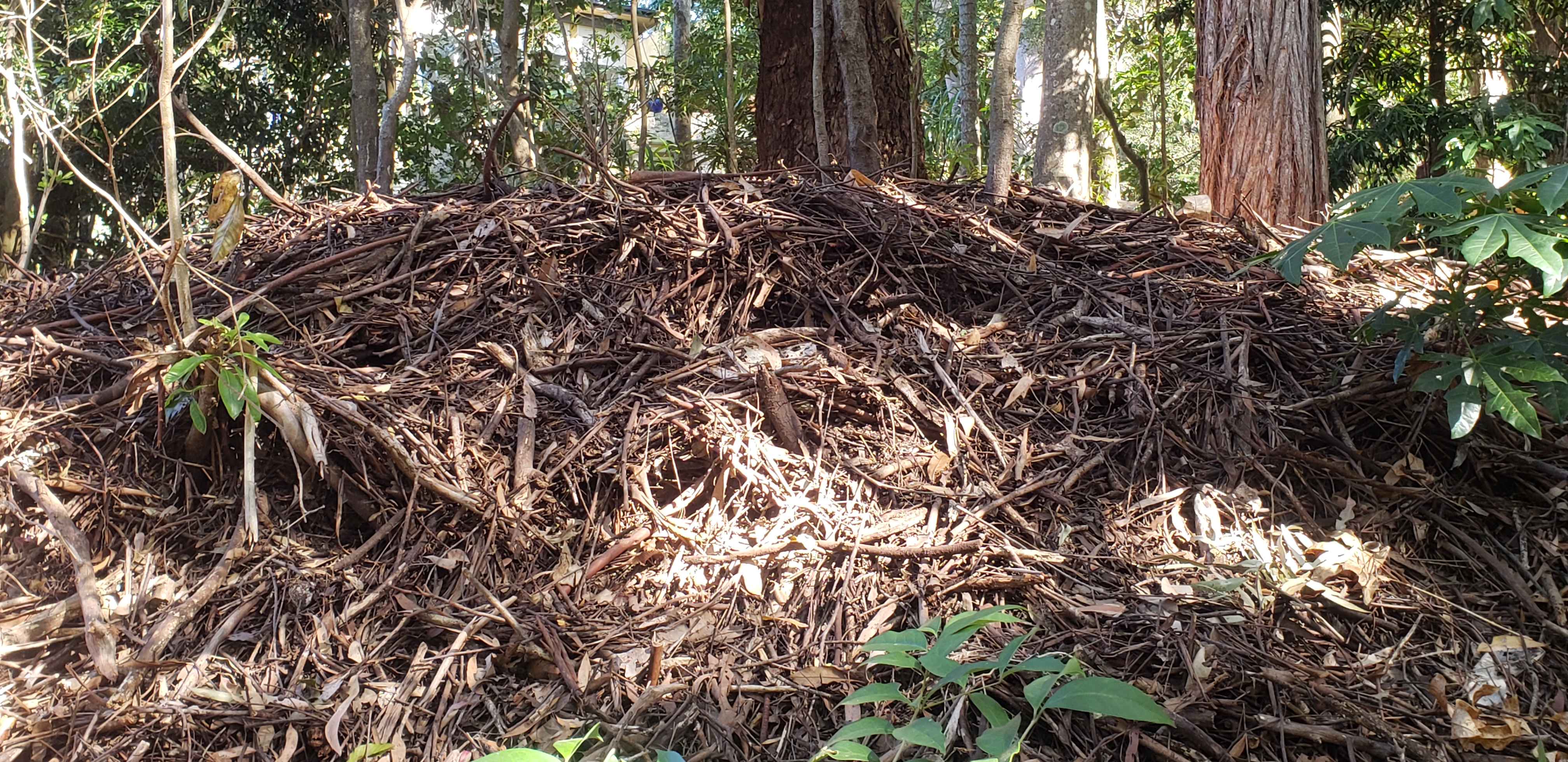
悉尼北部，叢塚雉的落叶巢。

它们在腐殖质地面上筑巢，巢穴可达1至1.5（3.3至4.9英尺）高，最宽可达4米（13英尺）。繁殖土墩常由占主导地位的雄鸟建造，当地雌性随后会陆续访问，来进行交配和产卵。筑巢雄鸟会不知疲倦地工作，从四面八方收集材料；为了守护自己建造都巢穴，它们会尽全力与其他试图抢占巢穴的雄鸟搏斗。叢塚雉的蛋相当大（90 × 45mm)，幼鸟在刚孵化时就已羽翼丰满，只要羽毛一干，它们就能在数小时内飞翔；蛋由土墩堆肥产生的热量孵化，堆肥堆的温度可以通过添加或移除材料来调节，将孵化温度保持在33—35 °C（91—95 °F）范围内。 叢塚雉通过将喙伸入土墩中来检查温度。与某些爬行动物相似，孵化温度会影响丛冢雉雏鸟的性别比例，但爬行动物与这些鸟类相比产生性别比差异的机制不同，温度影响爬行动物性别比是依赖与温度挂钩的性别决定机制，但是其影响塚雉卵性别比靠的是不同温度下不同的胚胎死亡率。在 34℃ 的孵化温度下，丛冢雉的雌雄比接近1：1，但在温度较低时会产生更多的雄性，而在温度较高时会产生更多的雌性。目前尚不清楚亲鸟是否会以此来操纵后代的性别。通常更温暖的孵化环境也会孵化出更重、更健康的雛鳥，但这与性别有何联系也同样不得而知。 
同一个筑巢地点会被年复一年地使用，每个繁殖季节都会有旧巢被添加新材料。产卵通常发生于9月至次年3月，叢塚雉每一窝蛋平均会产下 16 至 24 个白色的蛋，有时在一个土堆中可能会发现多达 50 个由不同雌性产下的蛋。蛋在巢中呈圆形摆放，蛋之间相距20-30 cm，总是大的一端朝上。刚孵后，亲鸟不会照顾幼鸟（甚至有时会主动攻击幼鸟）因此刚孵化的幼鸟必须独立生存。

### 捕食者与人类的影响
叢塚雉蛋是澳洲巨蜥、蛇、澳洲野犬和狗最喜愛的食物之一，叢塚雉本身也是澳大利亚原住民的食物之一。幼鸟孵化出来之后不得不獨立生存，因此有着很高的死亡率。 
在与人类接触的情况下，叢塚雉几乎不会表现出恐惧，甚至经常大胆地尝试从桌子上偷食物并袭击堆肥箱。与国家公园中的个体相比，城市化程度更高地区的叢塚雉会表现出更少的对人的恐惧。 他们有时会在郊区的花园里筑巢，并在寻找筑巢材料的过程中清除掉大量的花园覆盖物。

## 栖息地
叢塚雉一般栖息在热带雨林和潮湿的硬叶林之中，但有时也可以在较干燥的灌木丛和开阔地区找到。在其分布范围的北方，丛冢雉在海拔较高的地方最为常见，但个体会在冬季迁移到海拔较低的地区。在南方，它在山区和海拔较低的地区都很常见。
此外，叢塚雉如今在城市环境中也相當常见，甚至在布里斯班和悉尼的后院里也可以发现這種鳥類。  
叢塚雉的活动范围从约克角北部一直延伸到卧龙岗周围地区。 

## 种群数量
在 1930 年代，叢塚雉曾一度濒临灭绝，但今天它们相当常见。 

## 与人类的关系
叢塚雉在翻地觅食时会破坏花园。 它还可能对粮食作物造成广泛损害。 新南威尔士环境、气候变化和水资源部曾发布有在城市环境中与叢塚雉共存的注意事项。 
作为澳大利亚原住民饮食的一部分，它们有时会被当做食物猎杀。  叢塚雉的蛋平均重180 g（6.3 oz），有时也会被吃掉。 
叢塚雉在昆士兰州受到充分保护。 根据 1992 年《自然保护法》，伤害叢塚雉属于违法行为。 对于第 1 类犯罪，将处以 3000 个处罚单位或两年监禁。对于第 4 类违规，将处以 100 个处罚单位或 13,345.00 澳元。 
在新南威尔士州，根据《生物多样性保护法》，射杀叢塚雉将被处以高达 22,000 澳元的罚款。 

## 相关影像

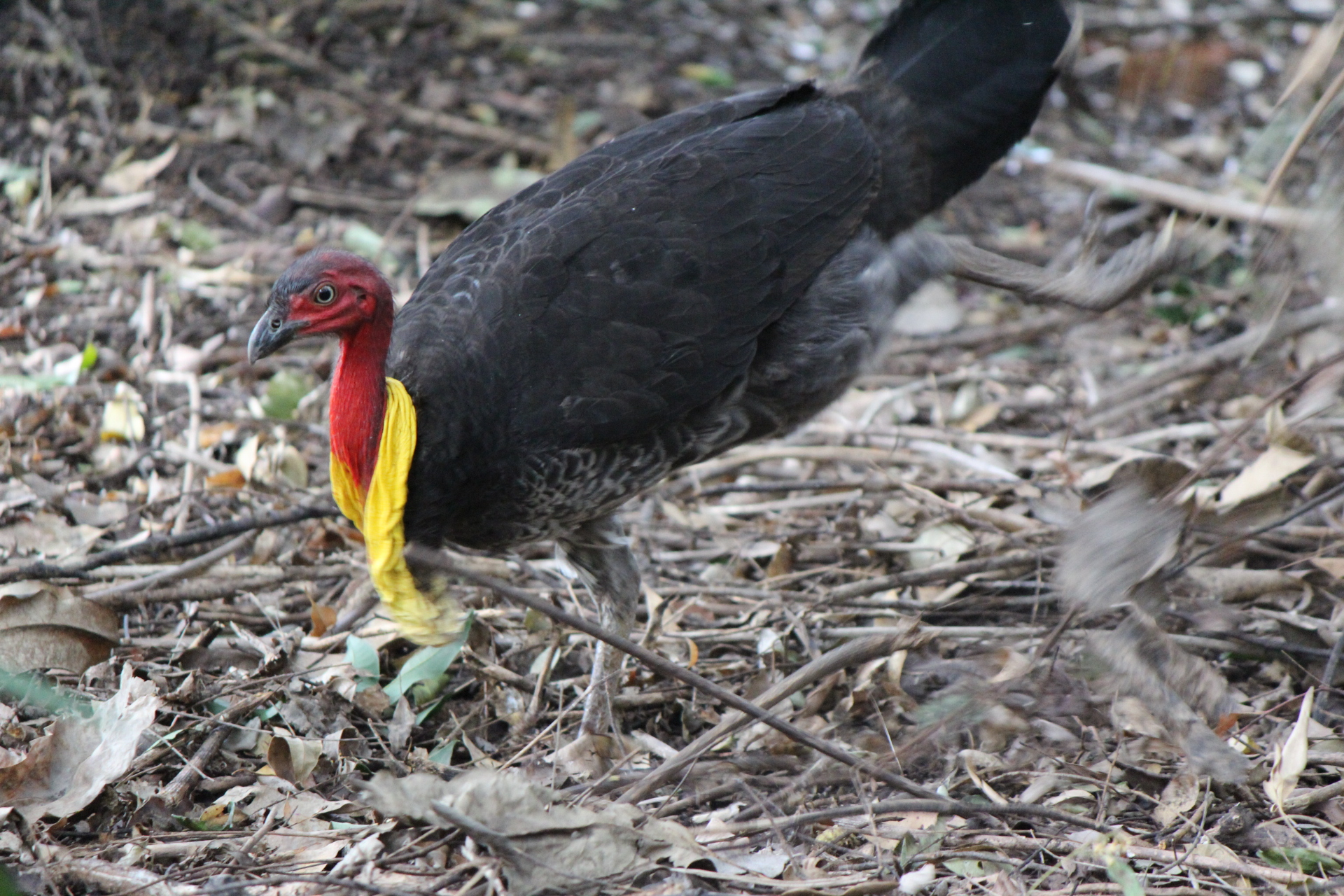
昆士兰库萨山(Mount Coot-tha)的雄性叢塚雉
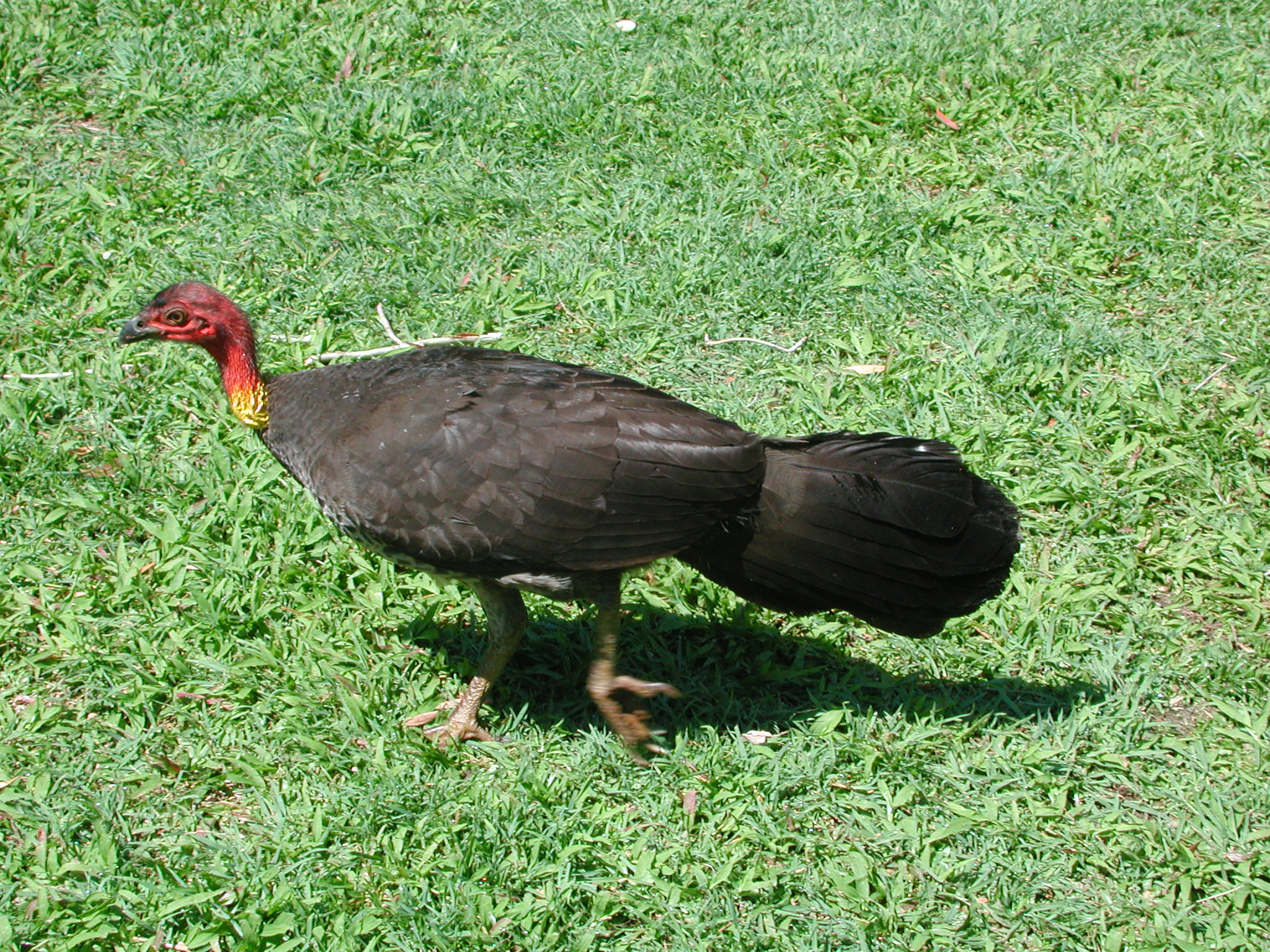
雌性叢塚雉
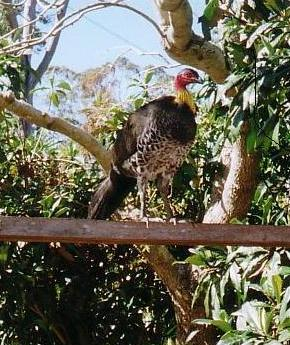
叢塚雉(正面)
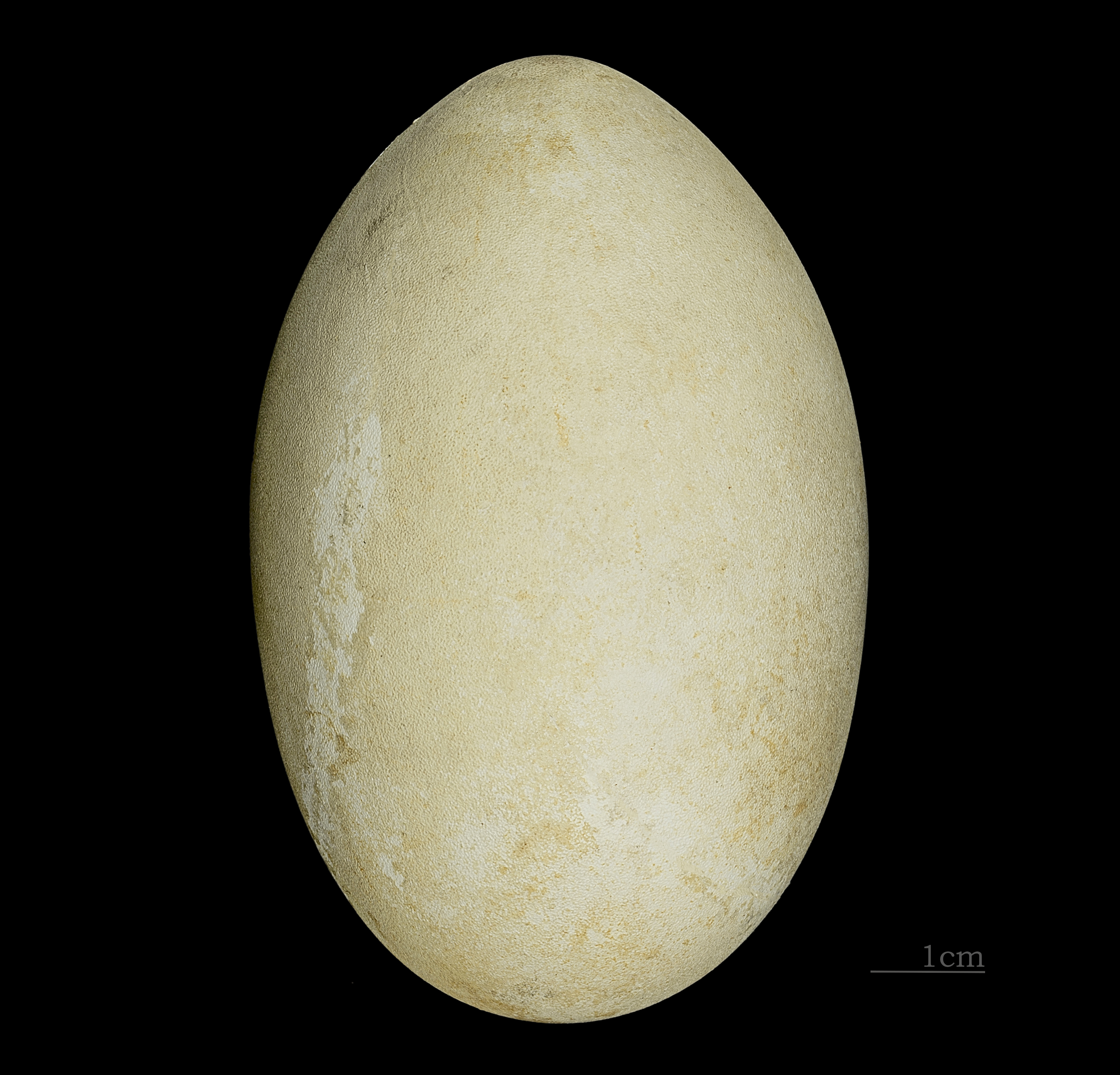
叢塚雉的蛋
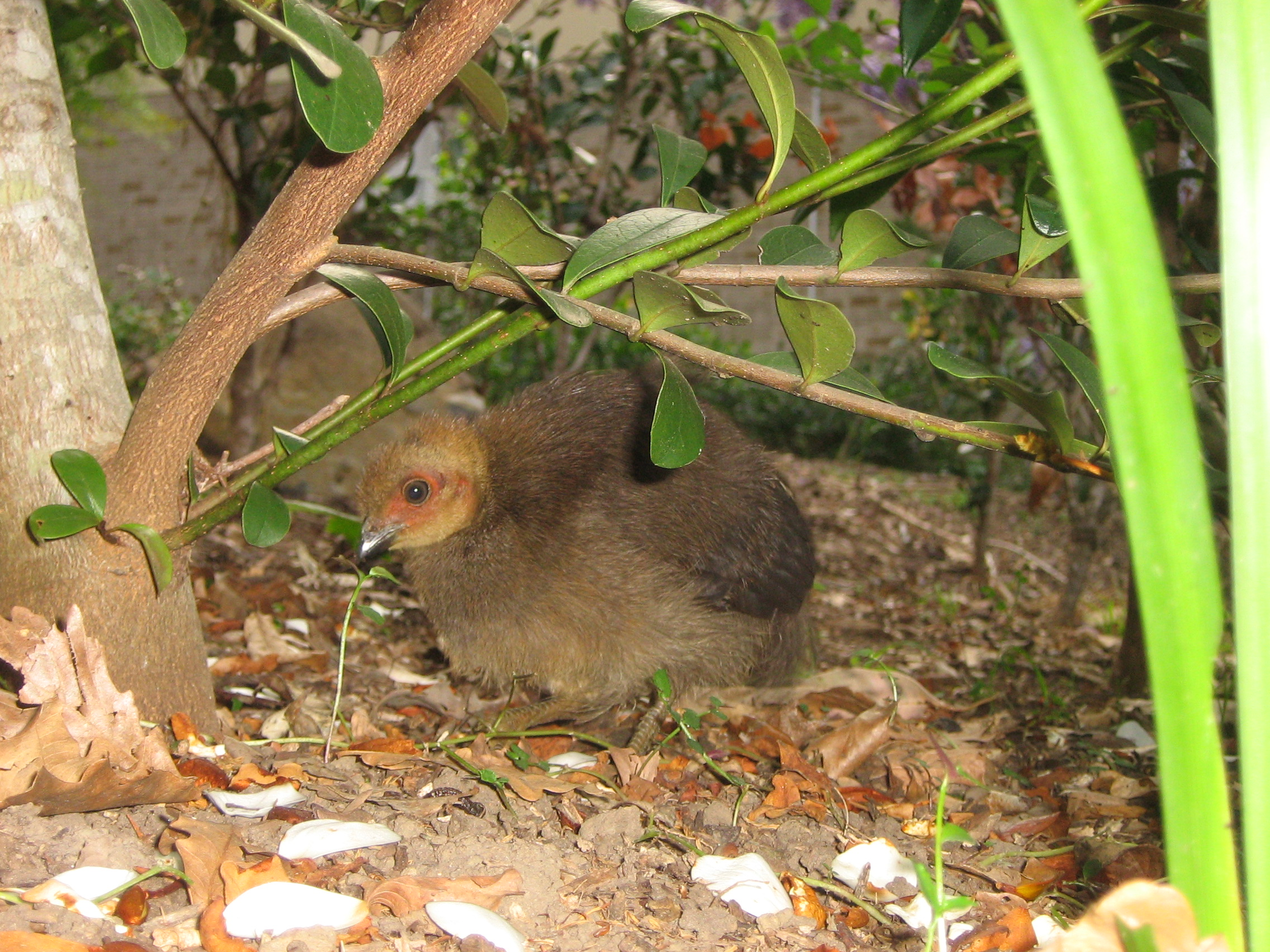
叢塚雉雏鸟
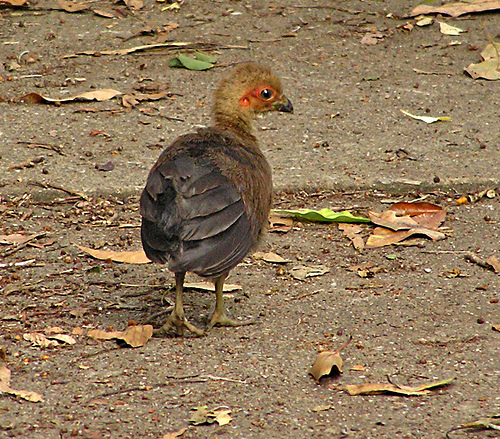
亚成鸟
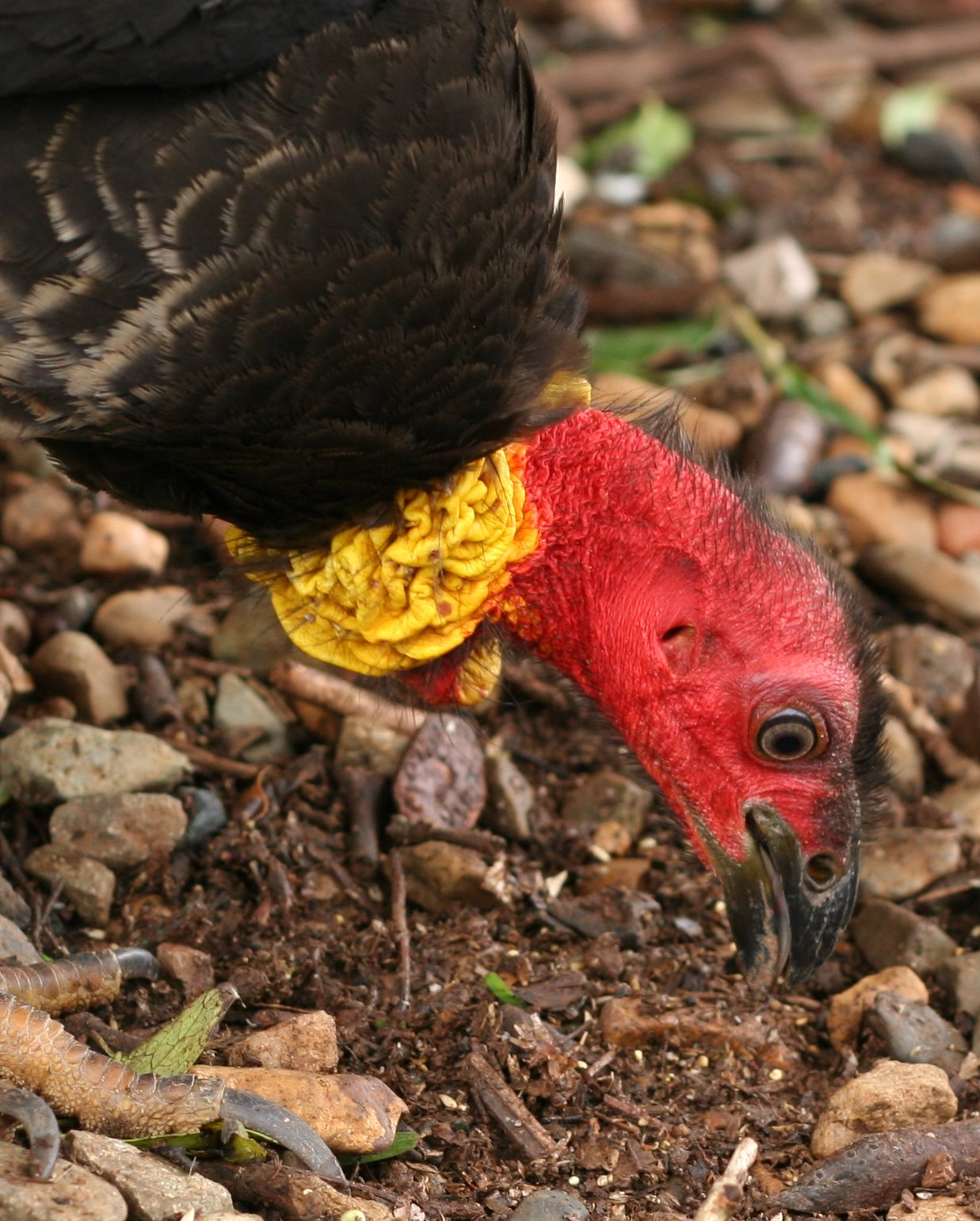
雄性叢塚雉的头部细节
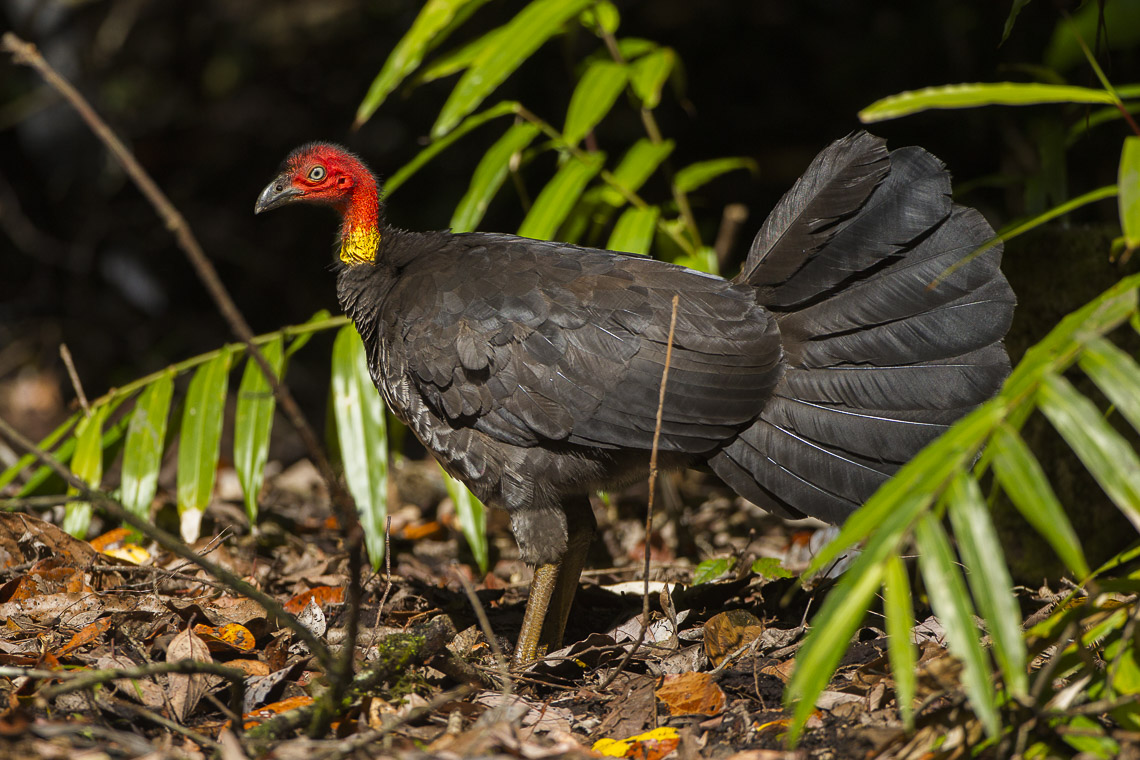
成鸟
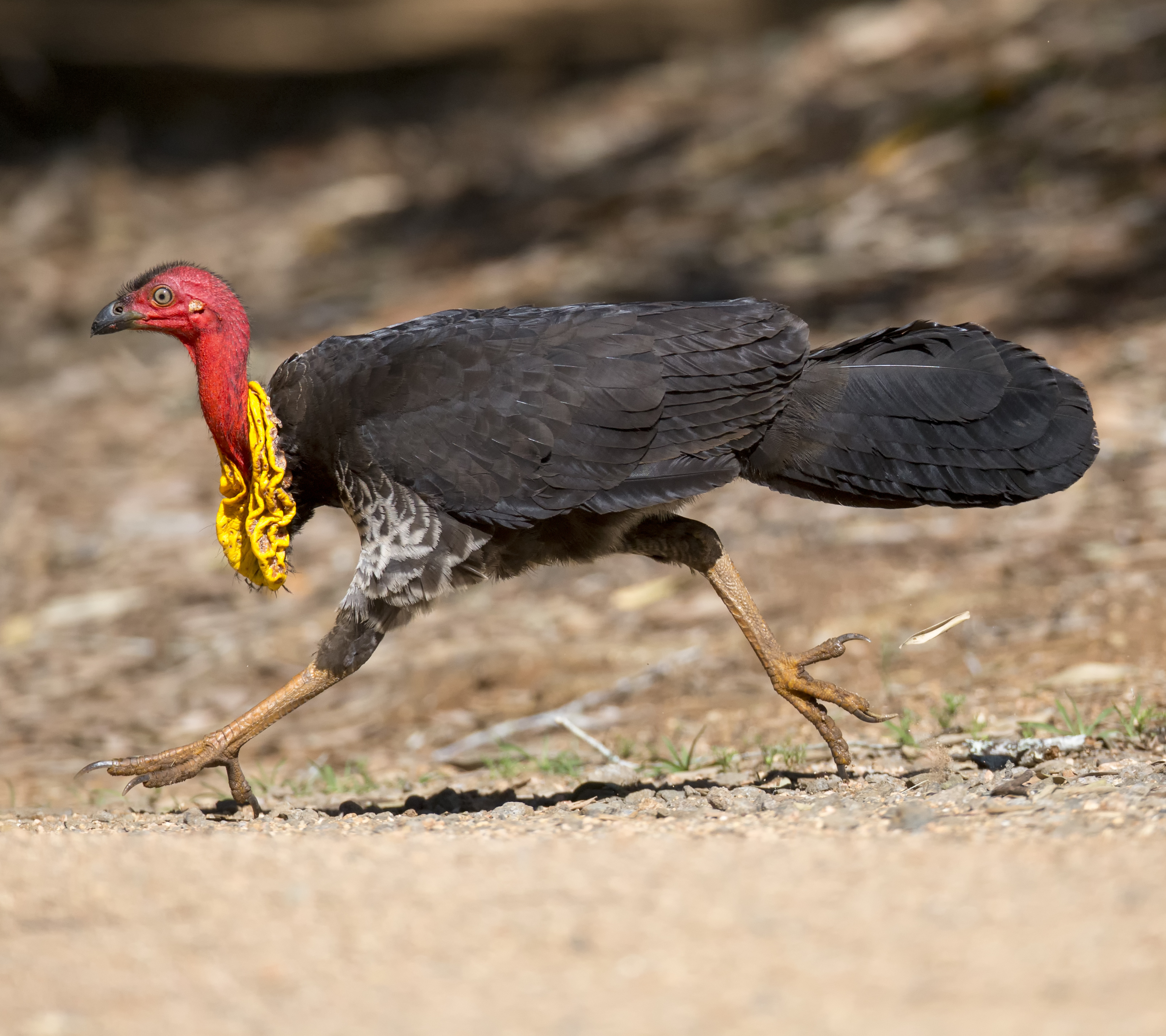
奔跑中...
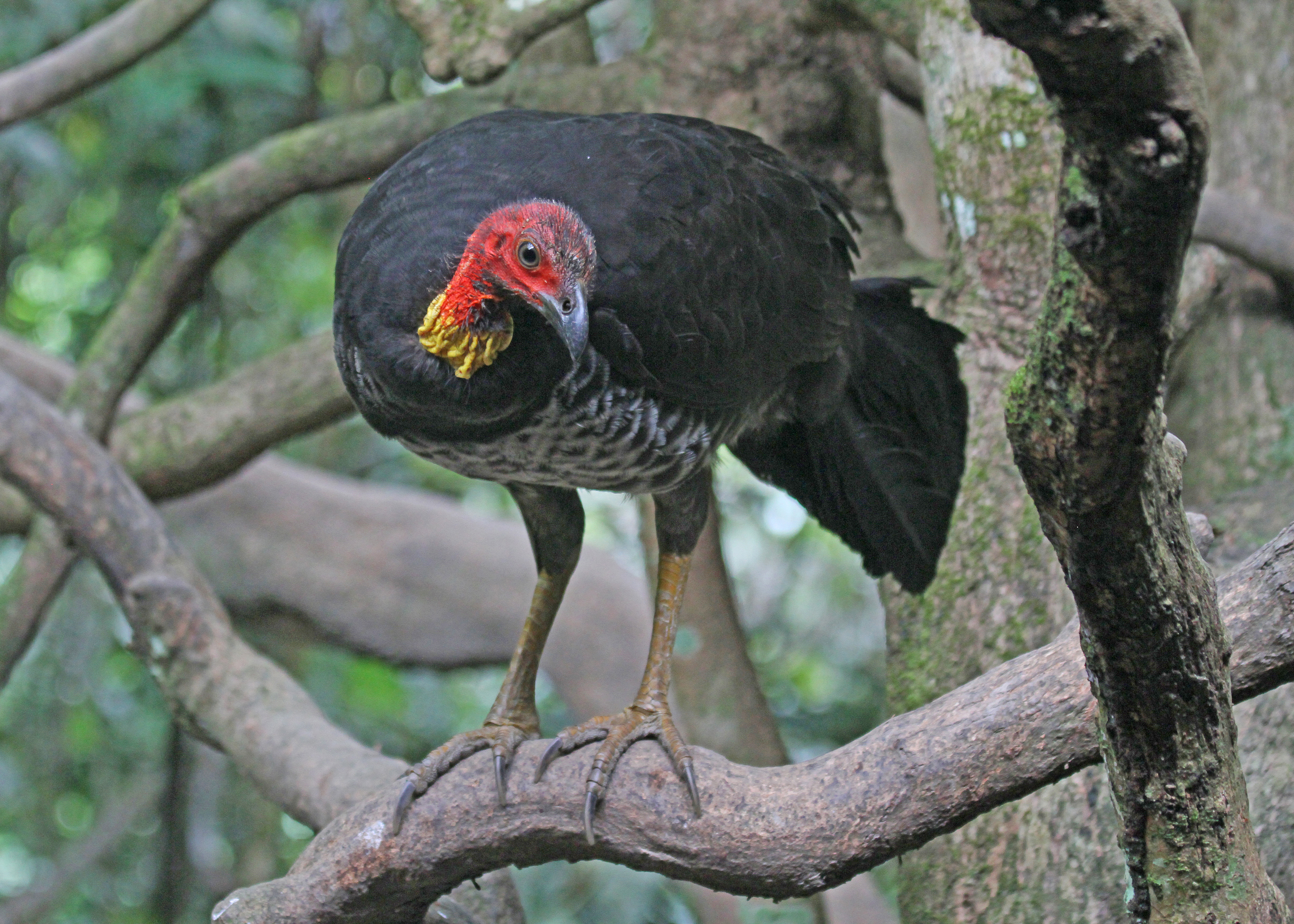
昆士兰的叢塚雉
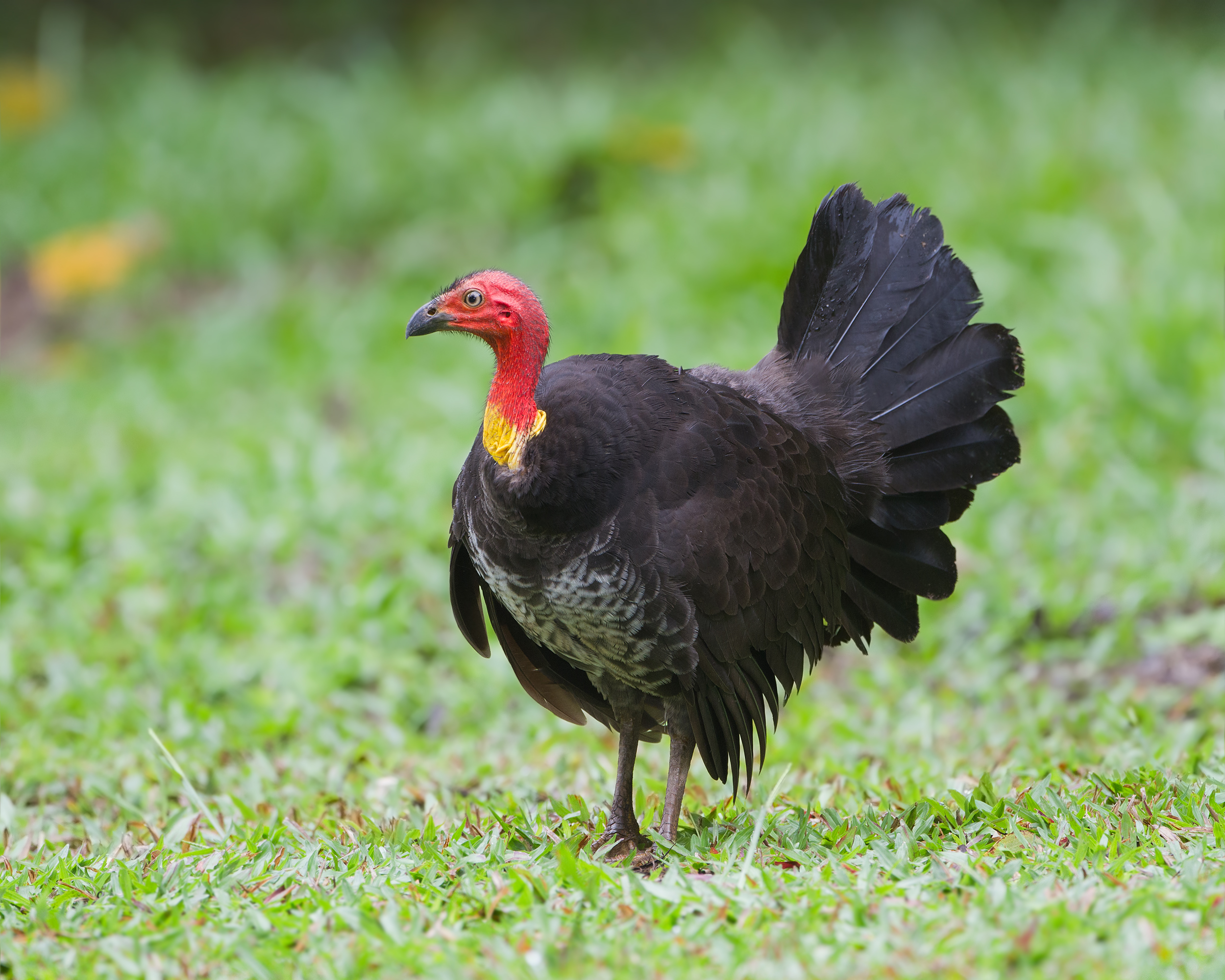
凯恩斯的叢塚雉
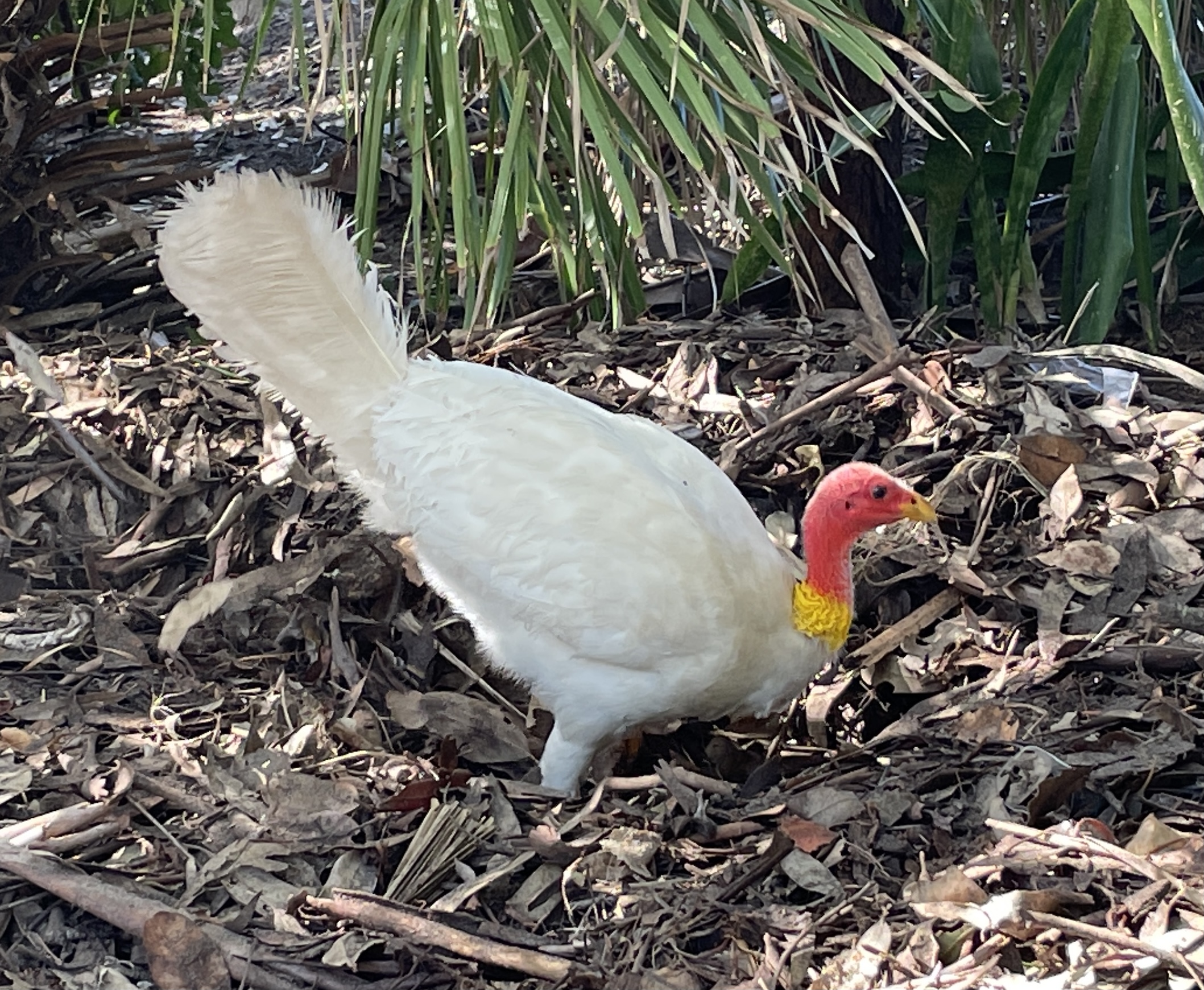
“阿尔本先生”，一只努萨国家公园的雄性白化叢塚雉
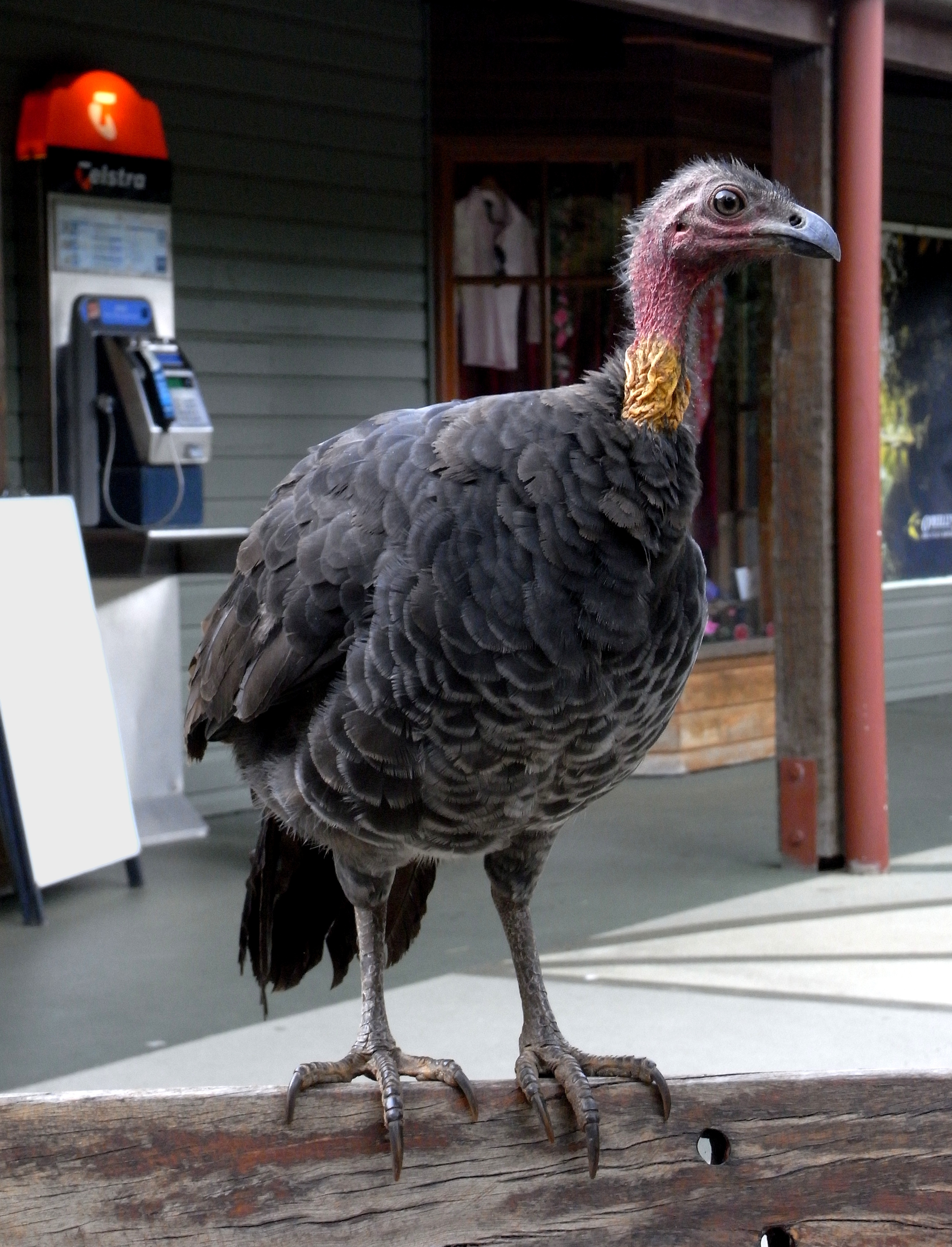
站在公共野餐区的木凳上
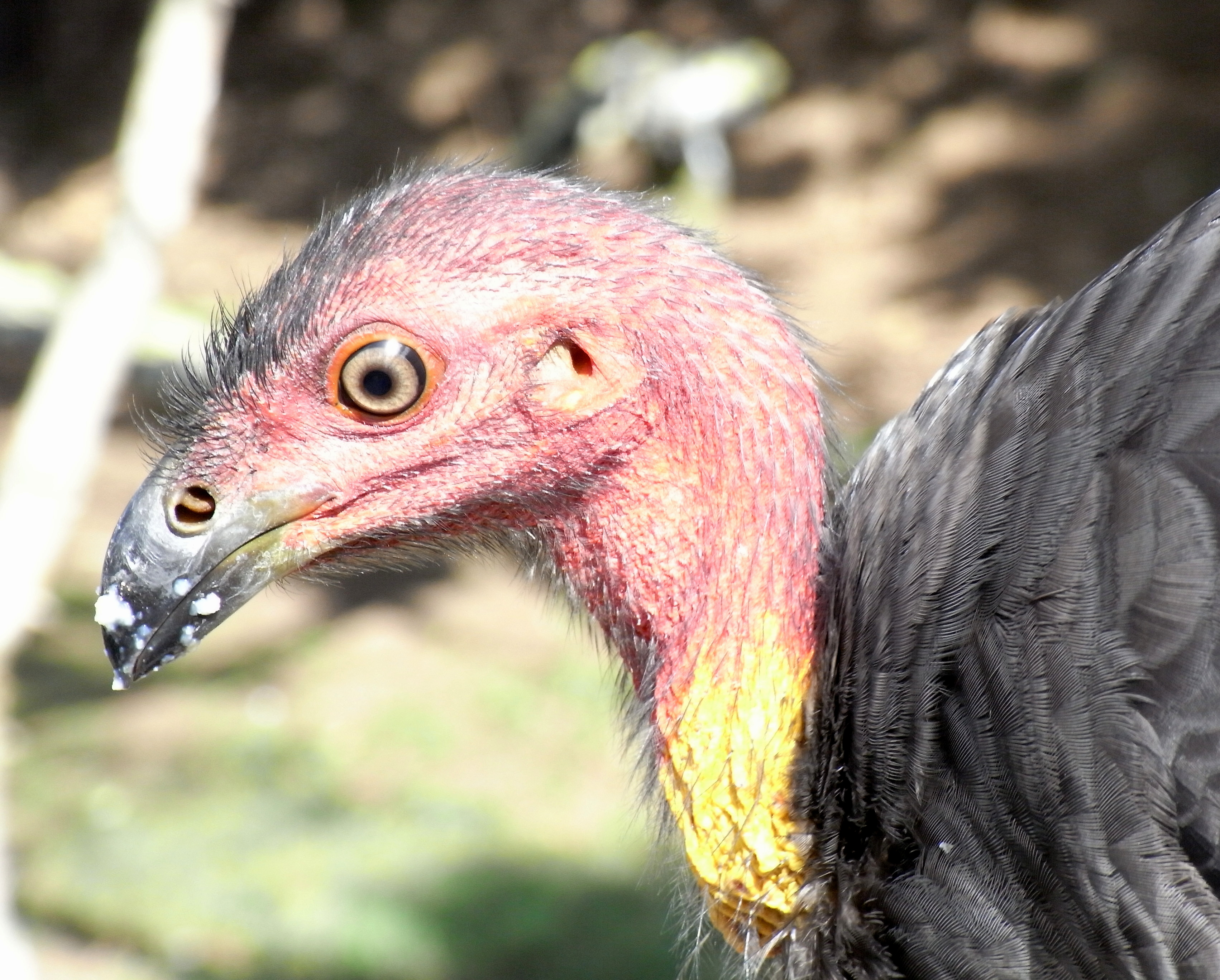
叢塚雉(摄于喂食时)
- 悉尼郊区后院的叢塚雉
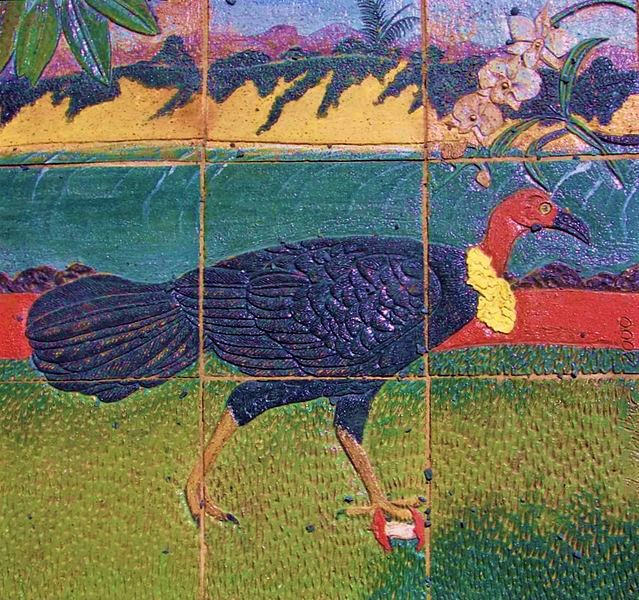
昆士兰库克敦瓷砖上的雄性叢塚雉

## 延伸阅读
- Edden, R. and Boles, W.E. (1986). Birds of the Australian Rainforests. Sydney: Reed Books.
- Marchant, S. and Higgins, P.J. (eds.) (1993). Handbook of Australian New Zealand and Antarctic Birds. Vol. 2: Raptors to Lapwings. Melbourne: Oxford University Press.
- Olsen, P., Crome, F. and Olsen, J. (1993). The Birds of Prey and Ground Birds of Australia. Sydney: Angus and Robertson, and the National Photographic Index of Australian Wildlife.